# Jeanne Evert
Jeanne Colette Evert, verheiratete Evert Dubin (* 5. Oktober 1957 in Fort Lauderdale, Florida; † 20. Februar 2020 in Delray Beach, Florida) war eine US-amerikanische Tennisspielerin. Sie war die jüngere Schwester von Chris Evert, ihr Vater war Jimmy Evert.

## Karriere
Während ihrer Karriere gewann Jeanne Evert einen Doppeltitel auf der WTA Tour. Gemeinsam mit ihrer Schwester triumphierte sie 1973 im Finale beim Turnier in Saint Petersburg gegen Evonne Goolagong/Janet Young mit 6:2 und 7:6.
Für die US-amerikanische Federation-Cup-Mannschaft spielte sie 1974, wobei sie alle vier Einsätze gewann.
Evert starb am 20. Februar 2020 an den Folgen von Eierstockkrebs.